# Miangas

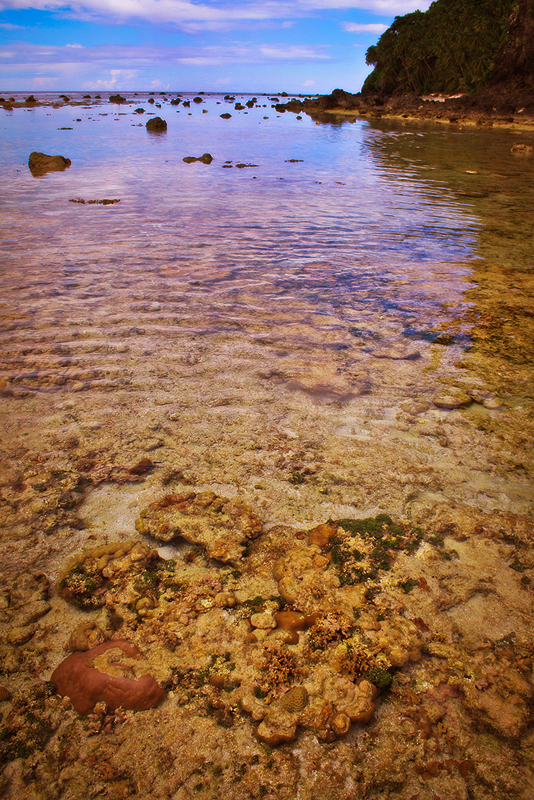
La plage de Wolo à Miangas

Miangas, en indonésien Pulau Miangas, anciennement La Palmas, est une île frontalière d'Indonésie située dans la mer de Célèbes et la mer des Philippines, entre les îles Talaud au sud et les Philippines au nord-ouest. Administrativement, elle appartient au kabupaten (département) des Îles Talaud.

## Population
Les habitants de Miangas parlent un dialecte de la langue talaud, qui fait partie du sous-groupe sangirien au sein du groupe philippin des langues malayo-polynésiennes.

## Économie
Située à 320 milles marins de Manado, la capitale provinciale de Sulawesi du Nord, Miangas est laissée pour compte. Les habitants de l'île vivent essentiellement de la pêche.

## Transport

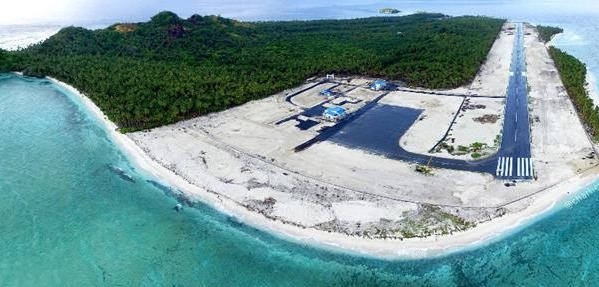
L'aéroport de Miangas

On se rend à Miangas par bateau deux fois par mois depuis l'île de Nanusa, en passant par les îles de Tahuna, Siau et Lirung. On rejoint Nanusa par avion depuis Manado.
L'aéroport de Miangas a été inauguré le 19 octobre 2016 par le président Joko Widodo. Il possède une piste de 1 400 m x 30 m. Les liaisons prévues sont avec les îles Talaud, Tahuna, Siau et Manado, la capitale de la province de Sulawesi du Nord.

## Histoire
Dans les traditions locales, plusieurs principautés ont existé dans la région, y compris dans les îles Talaud. Les îles de Sangir, Talaud et Sitaro appartenaient à deux royaumes, Tabukan et Kalongan. Pour justifier leur souveraineté sur Miangas, les Hollandais arguaient du fait qu'elle avait été sous la domination des princes de Sangir.
En fait, on ne sait pas exactement qui sont les premiers Européens à avoir repéré l'île. Dans ses relations de voyage, le navigateur espagnol García Jofre de Loaísa dit l'avoir aperçue en octobre 1526. L'île apparait sur des cartes européennes, dont néerlandaises, datant de 1554, 1558, 1590 et 1595/1596 sous les noms de « Ilha  das Palmeiras » ou encore « I. das Polanas » et « I. das Palmas ». Le fait que les cartes néerlandaises indiquent le nom portugais de l'île semble confirmer, selon la Cour permanente d'arbitrage, que l'Empire espagnol (qui comprenait de 1581 à 1640 l'Union ibérique) aient été les premiers Européens à l'avoir repérée.

### Affaire de l'île de Palmas
L'affaire de l'île de Palmas est un différend international entre les États-Unis et les Pays-Bas. La Cour permanente d'arbitrage attribue l'île aux Pays-Bas car il ne suffit pas d'avoir découvert l'île comme l'ont fait les Espagnols avant l'arrivée des Américains, car cela crée seulement un titre imparfait. Pour obtenir un titre, il faut démontrer l'effectivité de la souveraineté, ce qu'ont fait les Pays-Bas car ils ont planté des drapeaux, obtenu l'allégeance d'autochtones et fait lever des impôts.

### Depuis l'indépendance de l'Indonésie
En 2009, le gouvernement des Philippines publie une carte touristique incluant Miangas, entraînant une réaction de celui de l'Indonésie qui a rappelé que Miangas avait été enregistrée auprès des Nations unies comme une de ses îles frontalières.

## Armée
Un détachement de 10 Marinir (fusiliers marins) stationne à Miangas. Ils mènent des patrouilles conjointes avec les Marines philippins.

## Sources